# Hoovina Hadagalli
Hoovina Hadagalli là một thị xã panchayat của quận Bellary thuộc bang Karnataka, Ấn Độ.

## Nhân khẩu
Theo điều tra dân số năm 2001 của Ấn Độ, Hoovina Hadagalli có dân số 23.404 người. Phái nam chiếm 51% tổng số dân và phái nữ chiếm 49%. Hoovina Hadagalli có tỷ lệ 60% biết đọc biết viết, cao hơn tỷ lệ trung bình toàn quốc là 59,5%: tỷ lệ cho phái nam là 67%, và tỷ lệ cho phái nữ là 53%. Tại Hoovina Hadagalli, 14% dân số nhỏ hơn 6 tuổi.